# Nivaldo Alves
Nivaldo, właśc. Nivaldo Alves Freitas Santos lub Tax (ur. 10 lipca 1988 w Tarrafal de São Nicolau) – kabowerdeński piłkarz grający na pozycji lewego obrońcy. Od 2022 roku jest zawodnikiem klubu Académica Coimbra.

## Kariera klubowa
Swoją karierę piłkarską Nivaldo rozpoczął w klubie Batuque FC. W 2005 zadebiutował w jego barwach w Campeonato Nacional. W sezonie 2005/2006 zdobył z nim Puchar São Vicente.
W 2006 Nivaldo przeszedł do portugalskiej Académiki Coimbra. Nie zadebiutował w niej jednak i w 2007 odszedł do klubu CF Caniçal. W sezonie 2008/2009 grał w CD Fátima, a w sezonie 2009/2010 – w GD Ribeirão. Z kolei w sezonie 2010/2011 był zawodnikiem GD Tourizense.
W 2011 Nivaldo wrócił do Académiki Coimbra. Zadebiutował w niej 12 września 2011 w wygranym 4:0 domowym meczu z Nacionalem Funchal. W sezonie 2011/12 zdobył z Académicą puchar Portugalii.
| Sezon   | Klub              | Kraj                          | Rozgrywki           | Mecze | Bramki |
| ------- | ----------------- | ----------------------------- | ------------------- | ----- | ------ |
| 2005/06 | Batuque FC        | Republika Zielonego Przylądka | Campeonato Nacional | ?     | ?      |
| 2006/07 | Académica Coimbra | Portugalia                    | Primeira Liga       | 0     | 0      |
| 2007/08 | CF Caniçal        | Portugalia                    | Segunda Divisão     | 16    | 0      |
| 2008/09 | CD Fátima         | Portugalia                    | Segunda Divisão     | 8     | 0      |
| 2009/10 | GD Ribeirão       | Portugalia                    | Segunda Divisão     | 29    | 2      |
| 2010/11 | GD Tourizense     | Portugalia                    | Segunda Divisão     | 30    | 2      |
| 2011/12 | Académica Coimbra | Portugalia                    | Primeira Liga       | 12    | 0      |
| 2012/13 | Académica Coimbra | Portugalia                    | Primeira Liga       | 7     | 0      |
| 2013/14 | FK Teplice        | Czechy                        | 1. Liga             | 29    | 5      |
| 2014/15 | FK Teplice        | Czechy                        | 1. Liga             | 19    | 3      |
| 2015    | Dynama Mińsk      | Białoruś                      | Wyszejszaja liha    | 8     | 1      |
| 2015/16 | FK Teplice        | Czechy                        | 1. Liga             | 10    | 0      |
| 2016/17 | FK Teplice        | Czechy                        | 1. Liga             | 10    | 1      |
| 2017/18 | Concordia Chiajna | Rumunia                       | Liga I              | 15    | 1      |
| 2018/19 | Concordia Chiajna | Rumunia                       | Liga I              | 21    | 2      |
| 2020/21 | Anadia FC         | Portugalia                    | Segunda Divisão     | 4     | 0      |

## Kariera reprezentacyjna
W 2006 wraz z reprezentacją do lat 21 zdobył brązowy medal podczas Igrzysk Luzofonii w Makau. Trzy lata później, podczas rozgrywanej w Lizbonie kolejnej edycji igrzysk, reprezentacja Republiki Zielonego Przylądka wywalczyła złoto.
W reprezentacji Republiki Zielonego Przylądka Nivaldo zadebiutował w 2011. W 2013 został powołany do kadry na Puchar Narodów Afryki 2013, gdzie z drużyną narodową dotarł do ćwierćfinału.